# Laissac-Sévérac l'Église
Laissac-Sévérac l'Église est, depuis le 1er janvier 2016, une commune nouvelle française située dans le département de l'Aveyron en région Occitanie.
Elle est issue du regroupement des deux communes de Laissac et Sévérac-l'Église.

## Géographie

### Localisation
La commune de Laissac-Sévérac l'Église se trouve à l'est du département de l'Aveyron, dans la région agricole des Grands Causses.
Laissac-Sévérac l'Église est située en bordure de la forêt des Palanges.
Elle se situe à 25 km de Rodez, préfecture du département et à 20 km de Saint Geniez d'Olt et d'Aubrac, bureau centralisateur du canton de Lot et Palanges dont dépend la commune depuis 2015.
Les communes les plus proches sont : Bertholène (4,0 km), Palmas d'Aveyron (3,5 km), Gaillac d'Aveyron (10,0 km), Ségur (13,5 km), Arques (8,8 km).

### Communes limitrophes
Les communes limitrophes sont Arques, Bertholène, Palmas d'Aveyron, Ségur et Gaillac-d'Aveyron.
| Bertholène | Palmas d'Aveyron         | Gaillac-d'Aveyron |
| Bertholène | Laissac-Sévérac l'Église | Gaillac-d'Aveyron |
| Arques     | Ségur                    | Ségur             |

### Géologie et relief
Le territoire de la commune matérialise une fraction sud du Massif central.

### Voies de communication et transports
La commune est située sur la Route nationale 88, environ 24 kilomètres au nord-est de Rodez.

### Hydrographie

#### Réseau hydrographique

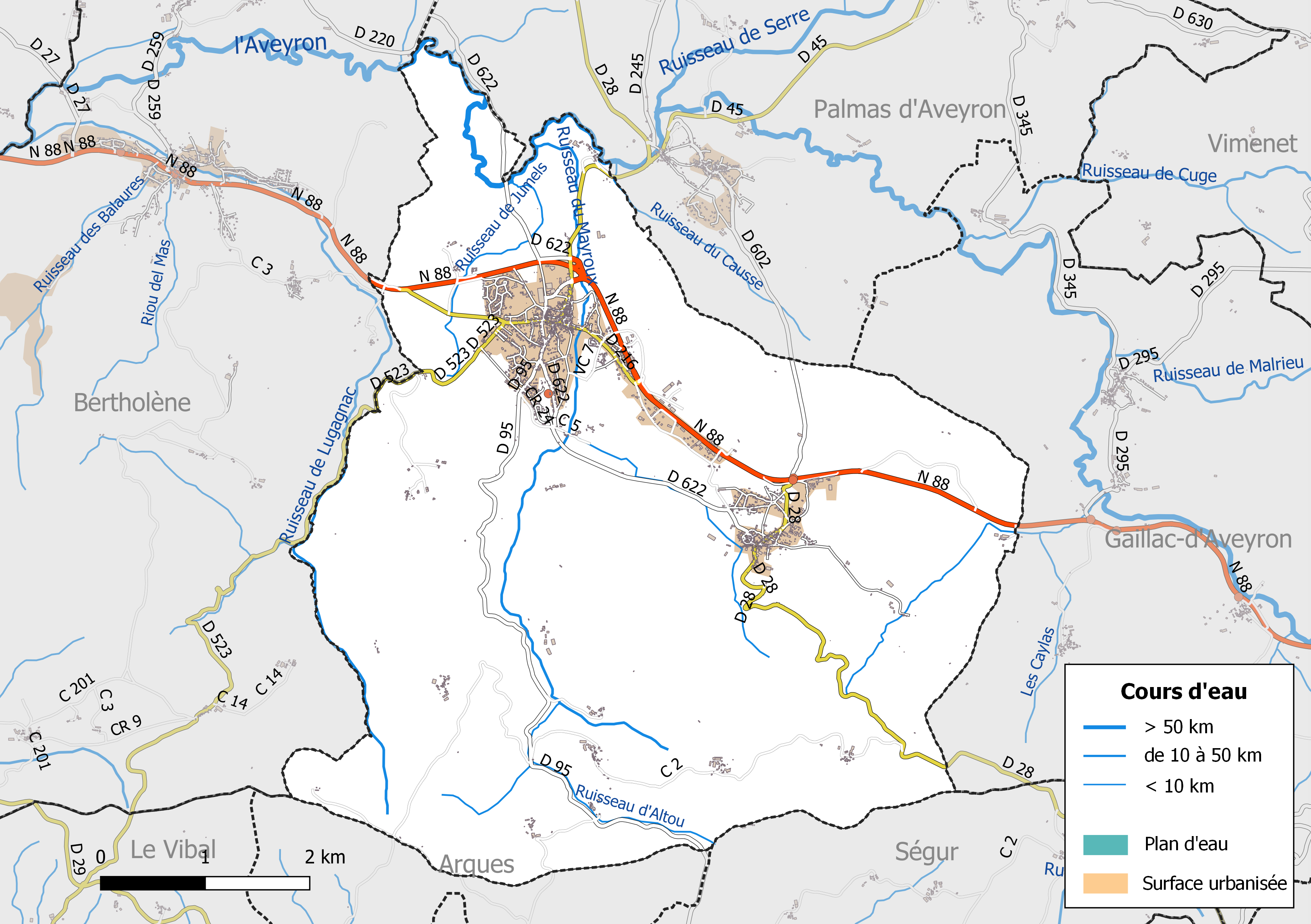
Réseaux hydrographique et routier de Laissac-Sévérac l'Église.

La commune est drainée par l'Aveyron, le ruisseau de Lugagnac, le ruisseau du Mayroux, le ruisseau d'Altou, le ruisseau de Jumels, le ruisseau du Causse et par divers petits cours d'eau.
L'Aveyron, d'une longueur totale de 290,6 km, prend sa source dans la commune de Sévérac d'Aveyron et se jette dans le Tarn à Barry-d'Islemade, après avoir arrosé 60 communes.

#### Gestion des cours d'eau
Les principaux cours d'eau présents sur la commune sont l'Aveyron et le ruisseau du Mayroux.
Afin d’atteindre le bon état des eaux imposé par la Directive-cadre sur l'eau du 23 octobre 2000, plusieurs outils de gestion intégrée s’articulent à différentes échelles pour définir et mettre en œuvre un programme d’actions de réhabilitation et de gestion des milieux aquatiques : le SDAGE (Schéma directeur d'aménagement et de gestion des eaux), à l’échelle du bassin hydrographique, et le SAGE (Schéma d'aménagement et de gestion des eaux), à l’échelle locale. Ce dernier fixe les objectifs généraux d’utilisation, de mise en valeur et de protection quantitative et qualitative des ressources en eau superficielle et souterraine. Trois SAGE sont mis en œuvre dans le département de l'Aveyron.
La commune fait partie du contrat de rivière du bassin versant Aveyron amont, approuvé le 10 décembre 2020, au sein du SDAGE Adour-Garonne. Le périmètre de ce SAGE couvre 83 communes, sur trois départements (Aveyron, Lozère et Tarn-et-Garonne). Le pilotage et l’animation du contrat de rivière sont assurés par le Syndicat Mixte du Bassin versant Aveyron amont, une structure créée le 1er janvier 2017, le Syndicat Mixte du Bassin Versant Aveyron amont est créé mettant un terme aux deux structures intercommunales compétentes en termes de gestion des milieux aquatiques sur le territoire : le Syndicat intercommunal d’aménagement hydraulique de la Haute Vallée de l’Aveyron (SIAH) et le Syndicat intercommunal d'aménagement des vallées de l'Aveyron et de l'Alzou (SIAV2A).

### Climat
Pour des articles plus généraux, voir Climat de l'Occitanie et Climat de l'Aveyron.
En 2010, le climat de la commune est de type climat océanique altéré, selon une étude s'appuyant sur une série de données couvrant la période 1971-2000. En 2020, Météo-France publie une typologie des climats de la France métropolitaine dans laquelle la commune est exposée à un climat de montagne et est dans la région climatique Sud-est du Massif Central, caractérisée par une pluviométrie annuelle de 1 000 à 1 500 mm, minimale en été, maximale en automne.
Pour la période 1971-2000, la température annuelle moyenne est de 10,7 °C, avec une amplitude thermique annuelle de 15,9 °C. Le cumul annuel moyen de précipitations est de 1 078 mm, avec 11,7 jours de précipitations en janvier et 6,2 jours en juillet. Pour la période 1991-2020, la température moyenne annuelle observée sur la station météorologique la plus proche, située sur la commune de Saint-Côme-d'Olt à 15 km à vol d'oiseau, est de 12,5 °C et le cumul annuel moyen de précipitations est de 951,5 mm,. Pour l'avenir, les paramètres climatiques de la commune estimés pour 2050 selon différents scénarios d'émission de gaz à effet de serre sont consultables sur un site dédié publié par Météo-France en novembre 2022.

### Milieux naturels et biodiversité

#### Sites Natura 2000

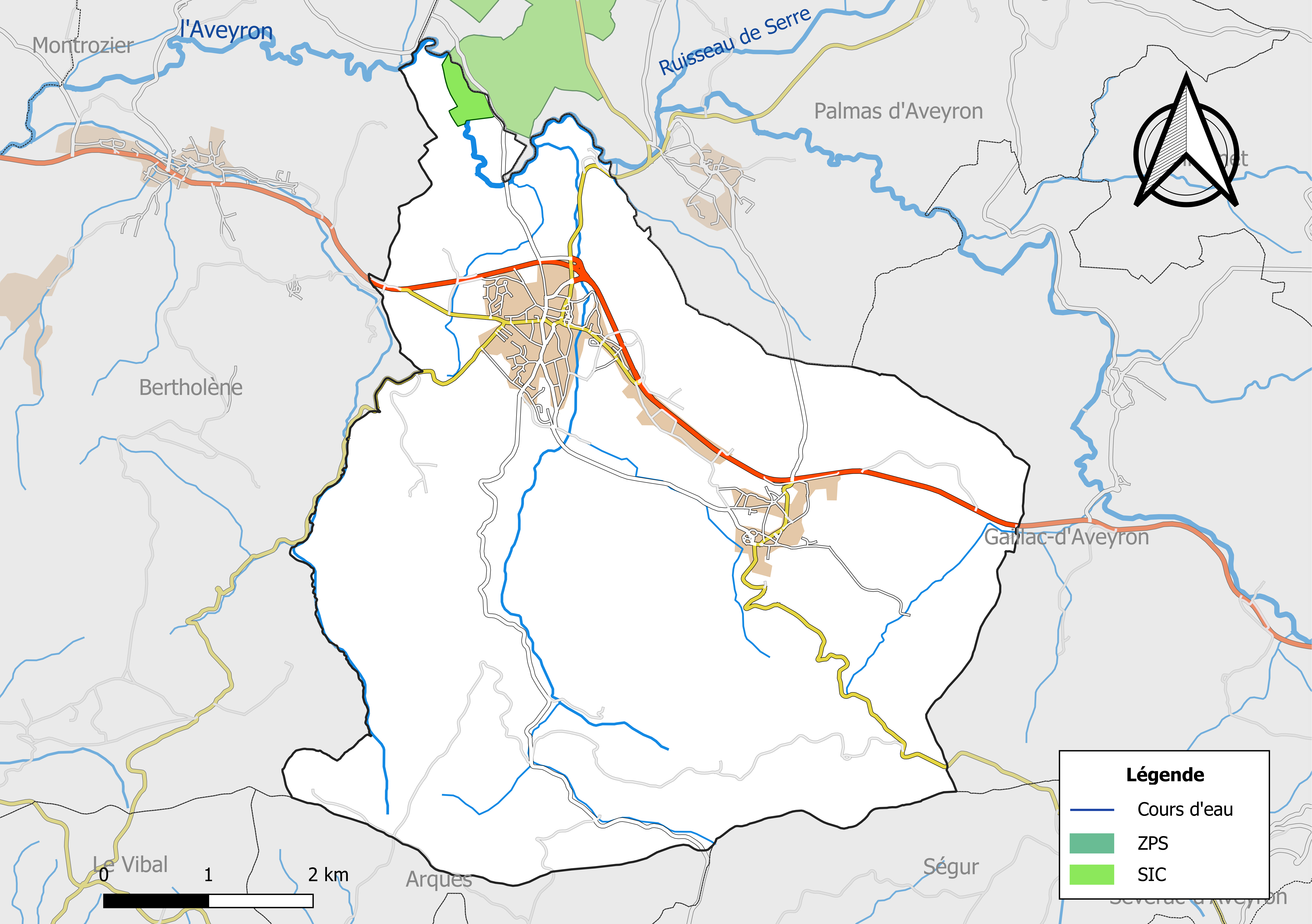
Sites Natura 2000 sur le territoire communal.

Le réseau Natura 2000 est un réseau écologique européen de sites naturels d’intérêt écologique élaboré à partir des Directives « Habitats » et « Oiseaux ». Ce réseau est constitué de Zones spéciales de conservation (ZSC) et de Zones de protection spéciale (ZPS). Dans les zones de ce réseau, les États Membres s'engagent à maintenir dans un état de conservation favorable les types d'habitats et d'espèces concernés, par le biais de mesures réglementaires, administratives ou contractuelles.
Un site Natura 2000 a été défini sur la commune au titre de la « directive Habitats » :
Les « Vieux arbres de la haute vallée de l'Aveyron et des abords du Causse Comtal », d'une superficie de 1 630 ha, est un secteur à très large dominance bocagère comprenant un réseau dense de haies et de bosquets riches en vieux arbres, riche par la présence de nombreux coléoptères dont Osmoderma eremita, de loin la plus grosse population connue en Midi-Pyrénées.

#### Zones naturelles d'intérêt écologique, faunistique et floristique
L’inventaire des zones naturelles d'intérêt écologique, faunistique et floristique (ZNIEFF) a pour objectif de réaliser une couverture des zones les plus intéressantes sur le plan écologique, essentiellement dans la perspective d’améliorer la connaissance du patrimoine naturel national et de fournir aux différents décideurs un outil d’aide à la prise en compte de l’environnement dans l’aménagement du territoire.
Le territoire communal de Laissac-Sévérac l'Église comprend trois ZNIEFF de type 1, :
- l'« Agrosystème de Bertholène » (1 490 ha), couvrant 5 communes du département[17] ;
- le « Bois de lissirou » (739,6 ha), couvrant 3 communes du département[18] ;
- la « Rivière Aveyron » (3 500 ha), couvrant 63 communes dont 38 dans l'Aveyron, 5 dans le Tarn et 20 dans le Tarn-et-Garonne[19] ;
- une ZNIEFF de type 2[Note 2],[16], la « Vallée de l'Aveyron » (14 644 ha), qui s'étend sur 68 communes dont 41 dans l'Aveyron, 5 dans le Tarn et 22 dans le Tarn-et-Garonne[20].

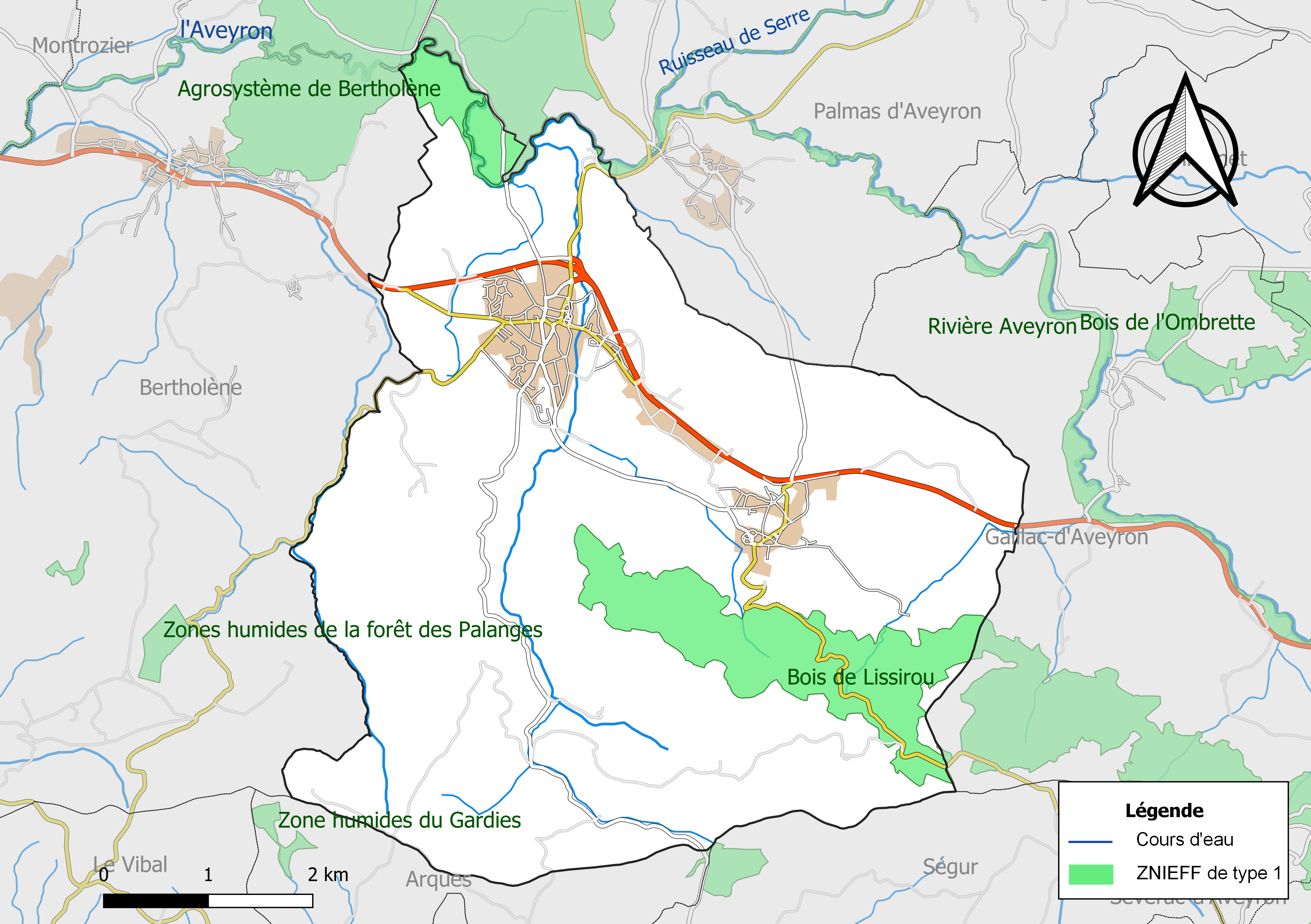
Carte des ZNIEFF de type 1 de la commune.
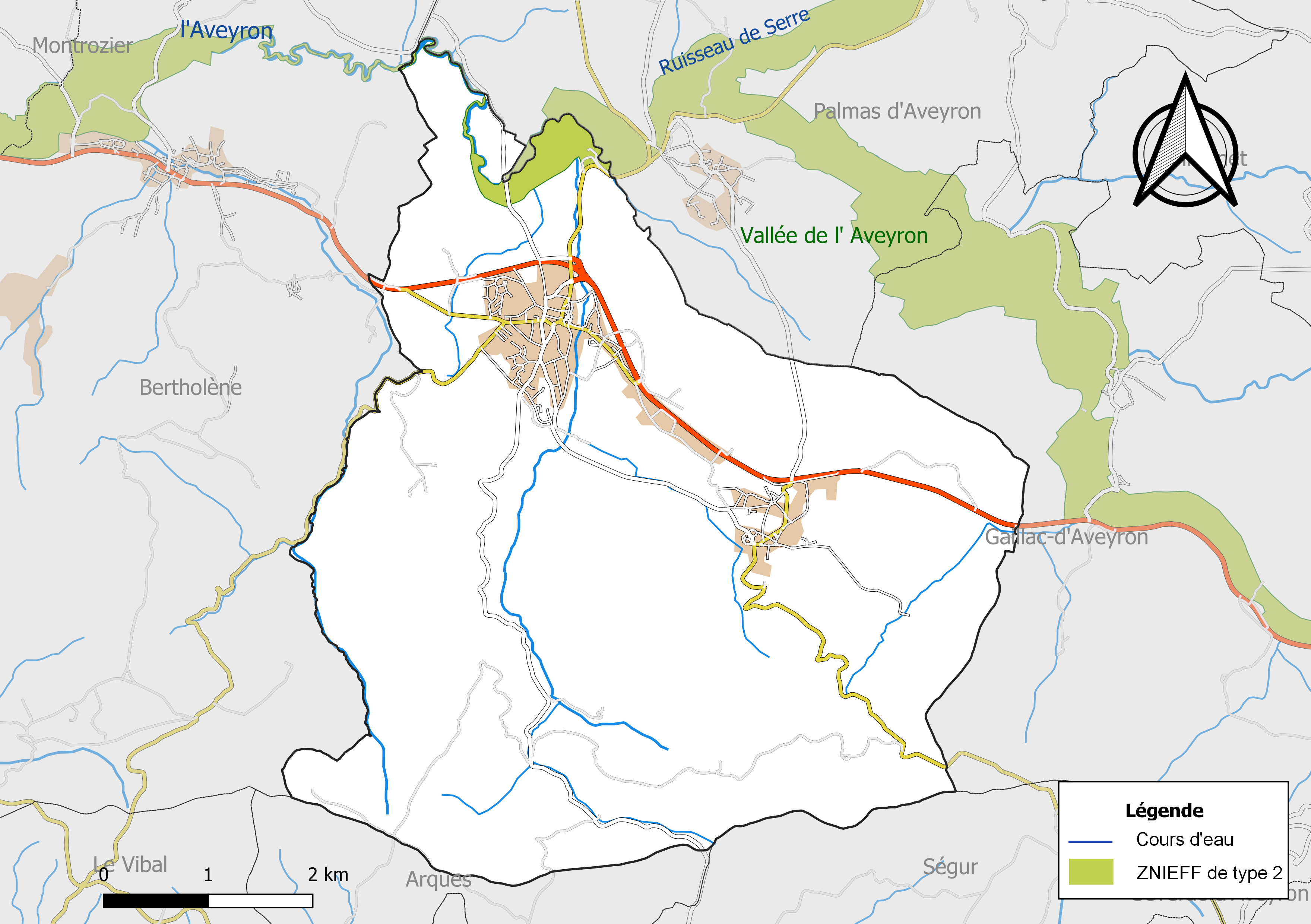
Carte de la ZNIEFF de type 2 de la commune.

## Urbanisme

### Typologie
Au 1er janvier 2024, Laissac-Sévérac l'Église est catégorisée bourg rural, selon la nouvelle grille communale de densité à 7 niveaux définie par l'Insee en 2022.
Elle appartient à l'unité urbaine de Laissac-Sévérac l'Église, une unité urbaine monocommunale constituant une ville isolée,. Par ailleurs la commune fait partie de l'aire d'attraction de Rodez, dont elle est une commune de la couronne,. Cette aire, qui regroupe 68 communes, est catégorisée dans les aires de 50 000 à moins de 200 000 habitants,.

### Occupation des sols

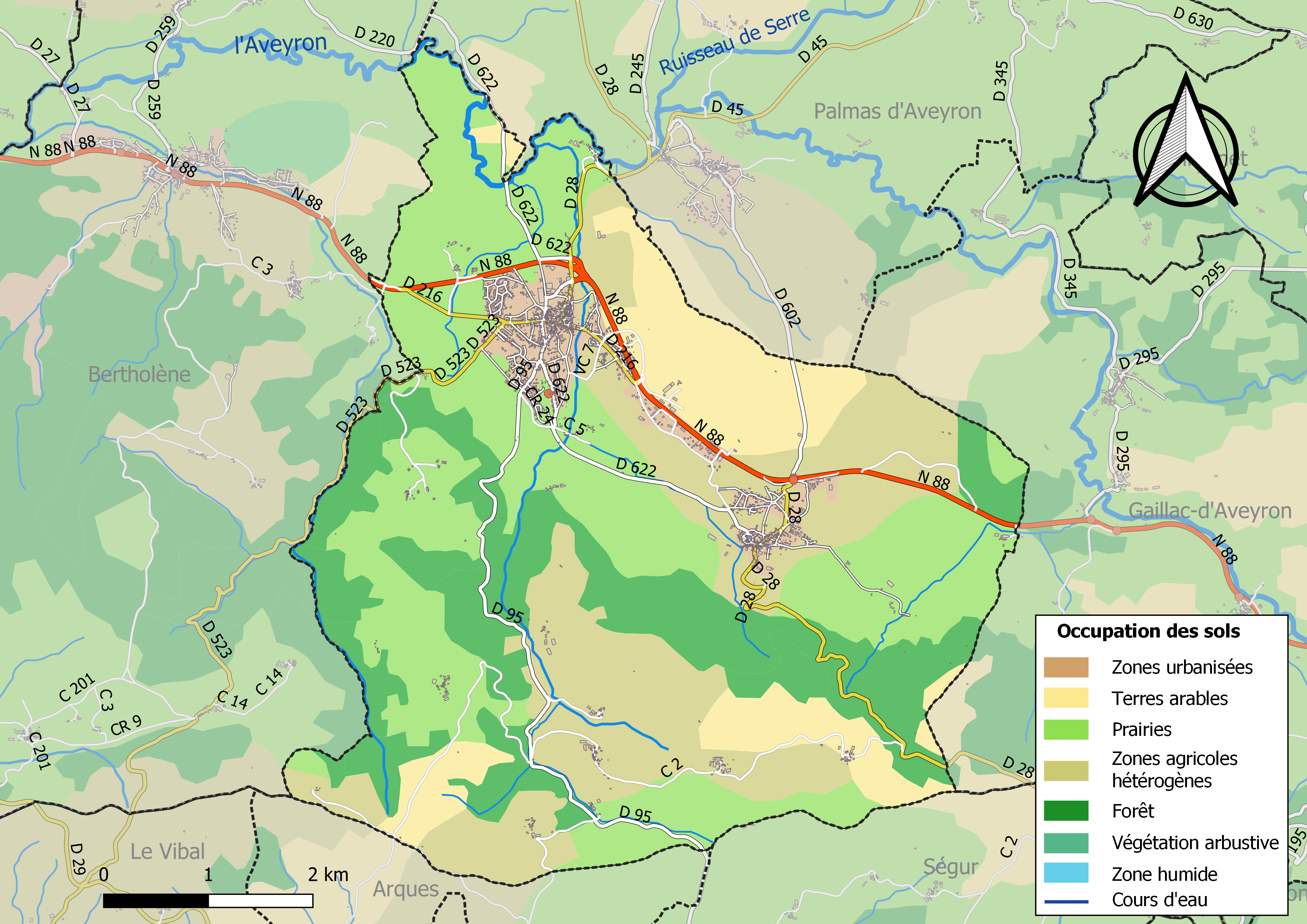
Infrastructures et occupation des sols de la commune de Laissac-Sévérac l'Église.

L'occupation des sols de la commune, telle qu'elle ressort de la base de données européenne d’occupation biophysique des sols Corine Land Cover (CLC), est marquée par l'importance des territoires agricoles (72,4 % en 2018), néanmoins en diminution par rapport à 1990 (76,1 %). La répartition détaillée en 2018 est la suivante :
prairies (35,6 %), zones agricoles hétérogènes (24,4 %), forêts (20,7 %), terres arables (12,4 %), zones urbanisées (4,5 %), zones industrielles ou commerciales et réseaux de communication (1,2 %), milieux à végétation arbustive et/ou herbacée (1,2 %).

### Planification
La commune disposait en 2017 d'un plan local d'urbanisme approuvé. Le zonage réglementaire et le règlement associé peuvent être consultés sur le Géoportail de l'urbanisme.

### Risques majeurs
Le territoire de la commune de Laissac-Sévérac l'Église est vulnérable à différents aléas naturels : inondations, climatiques (hiver exceptionnel ou canicule), feux de forêts et séisme (sismicité faible).
Il est également exposé à un risque technologique, le transport de matières dangereuses, et à un risque particulier, le risque radon,.

#### Risques naturels

Zones inondables de la commune de Laissac-Sévérac l'Église.

Certaines parties du territoire communal sont susceptibles d’être affectées par le risque d’inondation par débordement de l'Aveyron et du ruisseau de Mayroux. Les dernières grandes crues historiques, ayant touché plusieurs parties du département, remontent aux 3 et 4 décembre 2003 (dans le bassin du Lot, de l'Aveyron, du Viaur et du Tarn) et au 28 novembre 2014 (bassins de la Sorgues et du Dourdou). Ce risque est pris en compte dans l'aménagement du territoire de la commune par le biais du Plan de prévention du risque inondation (PPRI) Aveyron amont, approuvé le 24 novembre 2017.
Le Plan départemental de protection des forêts contre les incendies découpe le département de l’Aveyron en sept « bassins de risque » et définit une sensibilité des communes à l’aléa feux de forêt (de faible à très forte). La commune est classée en sensibilité faible.
Les mouvements de terrains susceptibles de se produire sur la commune sont soit des mouvements liés au retrait-gonflement des argiles, soit des effondrements liés à des cavités souterraines. Le phénomène de retrait-gonflement des argiles est la conséquence d'un changement d'humidité des sols argileux. Les argiles sont capables de fixer l'eau disponible mais aussi de la perdre en se rétractant en cas de sécheresse. Ce phénomène peut provoquer des dégâts très importants sur les constructions (fissures, déformations des ouvertures) pouvant rendre inhabitables certains locaux. La carte de zonage de cet aléa peut être consultée sur le site de l'observatoire national des risques naturels Géorisques. Une autre carte permet de prendre connaissance des cavités souterraines localisées sur la commune,.

#### Risques technologiques
Le risque de transport de matières dangereuses sur la commune est lié à sa traversée par une route à fort trafic et une ligne de chemin de fer. Un accident se produisant sur de telles infrastructures est en effet susceptible d’avoir des effets graves au bâti ou aux personnes jusqu’à 350 m, selon la nature du matériau transporté. Des dispositions d’urbanisme peuvent être préconisées en conséquence.

#### Risque particulier
Dans plusieurs parties du territoire national, le radon, accumulé dans certains logements ou autres locaux, peut constituer une source significative d’exposition de la population aux rayonnements ionisants. Toutes les communes du département sont concernées par le risque radon à un niveau plus ou moins élevé. Selon le dossier départemental des risques majeurs du département établi en 2013, la commune de Laissac-Sévérac l'Église est classée à risque moyen à élevé. Un décret du 4 juin 2018 a modifié la terminologie du zonage définie dans le code de la santé publique et a été complété par un arrêté du 27 juin 2018 portant délimitation des zones à potentiel radon du territoire français. La commune est désormais en zone 3, à savoir zone à potentiel radon significatif.

## Toponymie
Laissac vient de Lascius. Le hameau primitif s'est développé à partir du domaine de Lascius, un important propriétaire terrien de l'époque.
Sévérac vient de Severius, un domaine créé par un homme. Severac la Glèisa car ici, le toponyme rappelle qu'il avait été construit une église paroissiale.

## Histoire
Les informations relatives à l'histoire de cette commune sont la fusion des données des communes fusionnées.
La nouvelle commune est effective depuis le 1er janvier 2016, entraînant la transformation des deux anciennes communes en « communes déléguées » dont la création a été entériné par l'arrêté du 25 novembre 2015.

## Politique et administration

### Découpage territorial
La commune de Laissac-Sévérac l'Église est membre de la communauté de communes Des Causses à l'Aubrac, un établissement public de coopération intercommunale (EPCI) à fiscalité propre créé le 1er janvier 2017 dont le siège est à Palmas d'Aveyron. Ce dernier est par ailleurs membre d'autres groupements intercommunaux.
Sur le plan administratif, elle est rattachée à l'arrondissement de Rodez, au département de l'Aveyron et à la région Occitanie. Sur le plan électoral, elle dépend du  canton de Lot et Palanges pour l'élection des conseillers départementaux, depuis le redécoupage cantonal de 2014 entré en vigueur en 2015, et de la première circonscription de l'Aveyron  pour les élections législatives, depuis le dernier découpage électoral de 2010.

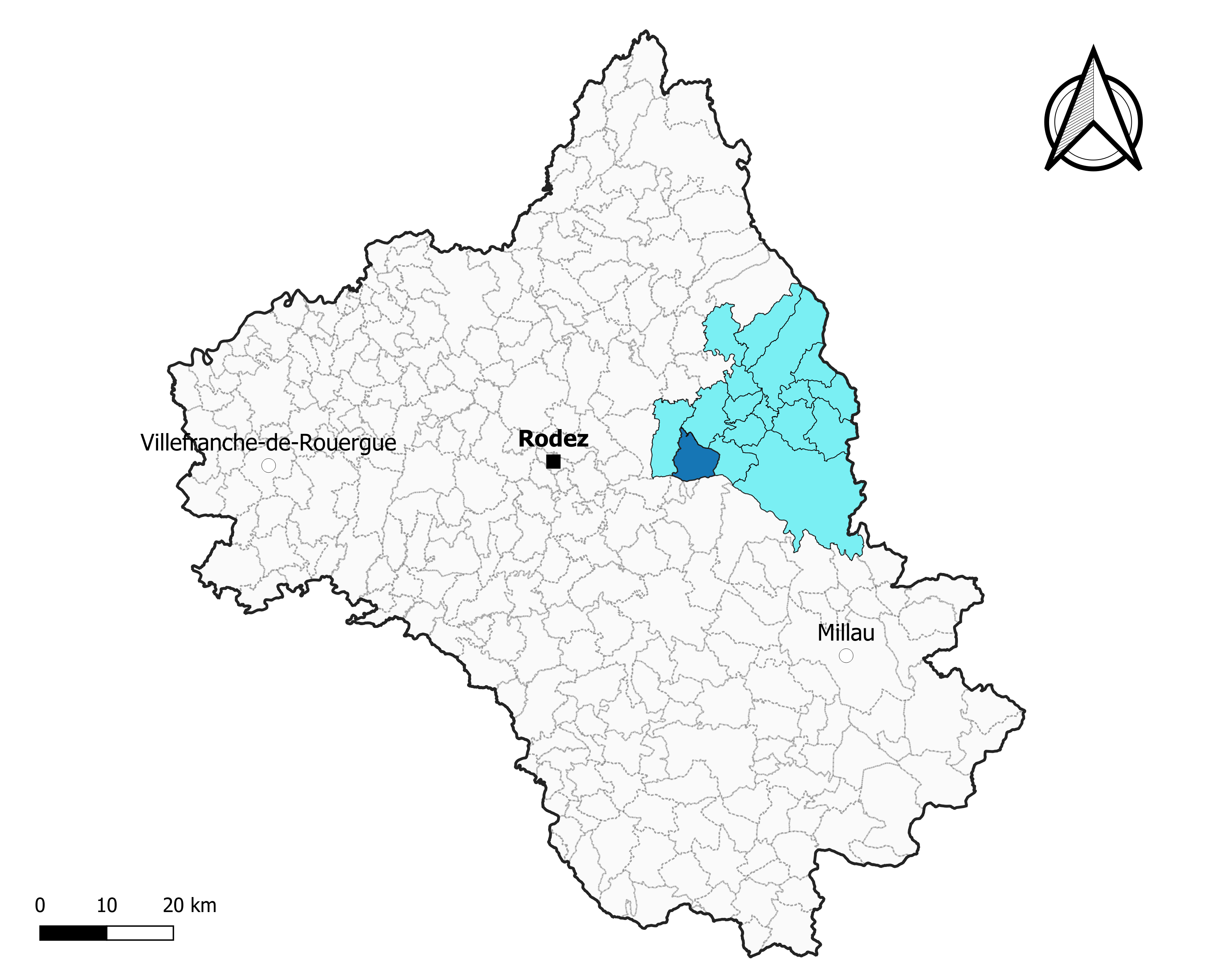
Laissac-Sévérac l'Église dans l'intercommunalité en 2020.
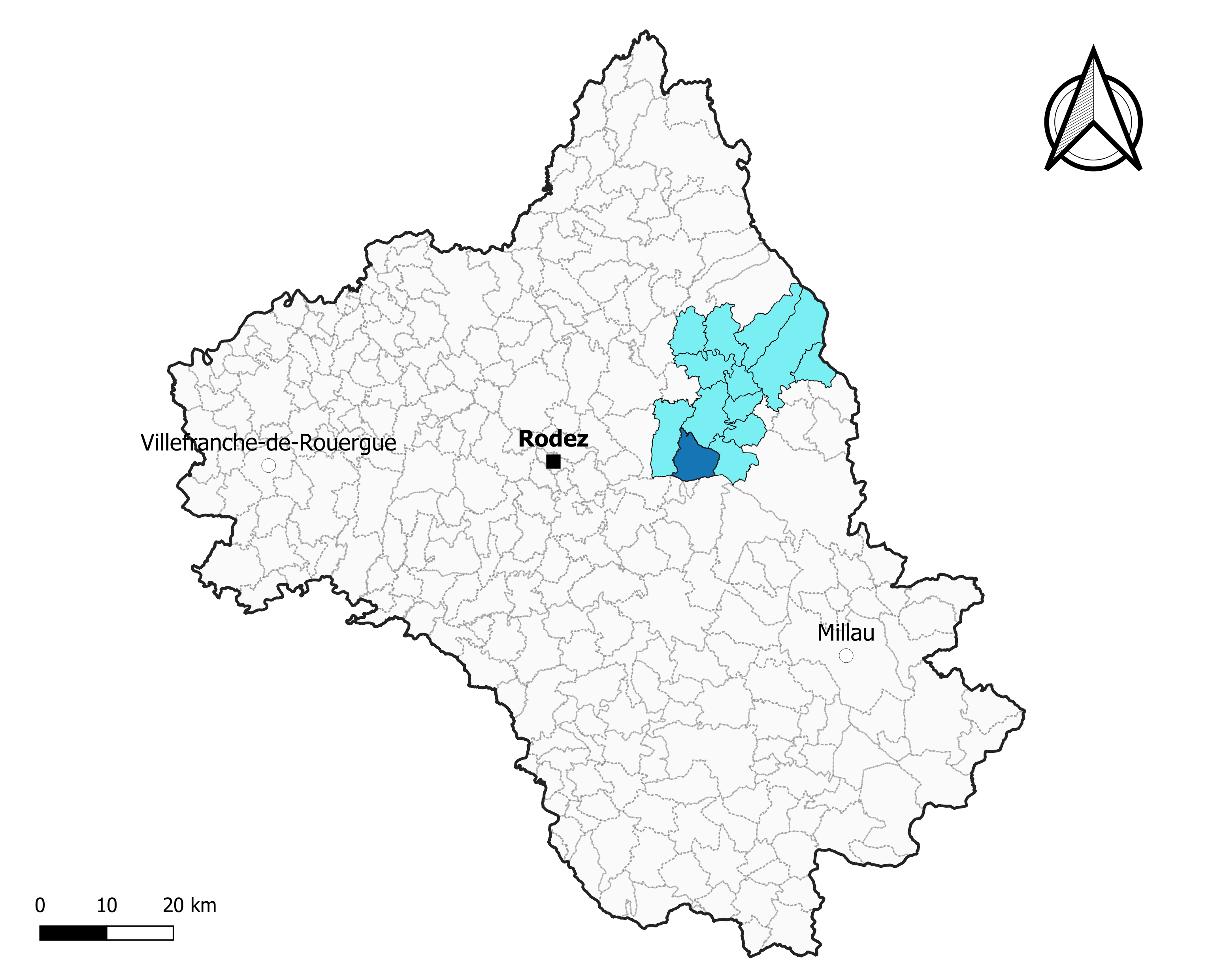
Laissac-Sévérac l'Église dans le canton de Lot et Palanges en 2020.

### Élections municipales et communautaires

#### Élections de 2020
Le conseil municipal de Laissac-Sévérac l'Église, commune de plus de 1 000 habitants, est élu au scrutin proportionnel de liste à deux tours (sans aucune modification possible de la liste), pour un mandat de six ans renouvelable. Compte tenu de la population communale, le nombre de sièges à pourvoir lors des élections municipales de 2020 est de 23. Les vingt-trois conseillers municipaux sont élus au premier tour avec un taux de participation de 38,68 %, issus de la seule liste candidate, conduite par David Minerva. David Minerva, maire sortant, est réélu pour un nouveau mandat le 25 mai 2020.
Les cinq sièges attribués à la commune au sein du conseil communautaire de la communauté de communes Des Causses à l'Aubrac sont alloués à la liste de David Minerva.

#### Liste des maires
| Période      | Période              | Identité       | Étiquette | Qualité                       |
| ------------ | -------------------- | -------------- | --------- | ----------------------------- |
| janvier 2016 | février 2018 (Décès) | Claude Salles  | DVD       | Retraité                      |
| mars 2018    | En cours             | David Minerva, |           | Cadre de la fonction publique |

### Communes déléguées
| Nom              | Code Insee | Intercommunalité        | Superficie (km2) | Population (dernière pop. légale) | Densité (hab./km2) |
| ---------------- | ---------- | ----------------------- | ---------------- | --------------------------------- | ------------------ |
| Laissac (siège)  | 12120      | CC du canton de Laissac | 20,21            |                                   |                    |
| Sévérac-l'Église | 12271      | CC du canton de Laissac | 13,69            |                                   |                    |

## Population et société

### Démographie
L'évolution du nombre d'habitants est connue à travers les recensements de la population effectués dans la commune depuis sa création.

En 2022, la commune comptait 2 148 habitants, en évolution de +2,19 % par rapport à 2016 (Aveyron : +0,37 %, France hors Mayotte : +2,11 %).
| 2014  | 2015  | 2016  | 2017  | 2022  |
| ----- | ----- | ----- | ----- | ----- |
| 2 064 | 2 083 | 2 102 | 2 120 | 2 148 |

### Sports
Chaque année, au mois d'avril, est organisé le Roc Laissagais, une des plus grandes courses de VTT du sud-ouest de la France. Cette épreuve se déroule en partie dans la forêt des Palanges.
Le 26 juin 2016, Laissac a accueilli le Championnat du monde de VTT marathon.
Le 16 juillet 2017, la commune a accueilli le départ de la 15e étape du Tour de France.

## Économie
Le marché aux bestiaux, dont le foirail a été mis en service en 1977 par Fernand Causse (ancien maire de Laissac), est le premier marché aux bestiaux de France avec près de 105 000 têtes de bétail vendues en 2010 (ovins et bovins) et plus de 70 000 têtes en 2022. Les négociations ont lieu tous les mardis. La première foire de Laissac a été créée en 1422 par le Seigneur de la région Amaury de Sévérac. Quinze ans plus tard, en 1437, le roi Charles VII en créé une deuxième. Entre 1793 et 1939, seize foires ont vu le jour. Les foires d’abord mensuelles ont fait place, le 12 octobre 1977, à un marché aux bestiaux organisé tous les 15 jours. Très vite à partir de septembre 1979, la foire de Laissac devient hebdomadaire.

### Revenus
En 2018 (données Insee publiées en septembre 2021), la commune compte 941 ménages fiscaux, regroupant 2 021 personnes. La médiane du revenu disponible par unité de consommation est de 20 300 € (20 640 € dans le département).

### Activités hors agriculture

#### Entreprises
Les cinq entreprises ayant leur siège social sur le territoire communal qui génèrent le plus de chiffre d'affaires en 2021 sont :
- Vias Alu, aujourd'hui Dext, menuiserie aluminium (2 582 082 €) ;
- Laissac Bricolage, commerce de détail de quincaillerie, peintures et verres en grandes surfaces (1 161 184 €) ;
- SARL Nozeran, transports routiers de fret de proximité (597 016 €) ;
- Financière Aveyron Patrimoine, activités des sociétés holding (7 612 €) ;
- MDB 3, production d'électricité (1 398 k€).

### Agriculture
En 2020, les orientations technico-économiques de l'agriculture sur la commune sont les ovins ou caprins.
|                          | 1988  | 2000  | 2010  |
| ------------------------ | ----- | ----- | ----- |
| Exploitations de Laissac | 33    | 28    | 24    |
| SAU (ha)                 | 1 622 | 1 586 | 1 615 |

|                                   | 1988  | 2000  | 2010  |
| --------------------------------- | ----- | ----- | ----- |
| Exploitations de Sévérac l'Eglise | 21    | 18    | 16    |
| SAU (ha)                          | 1 034 | 1 163 | 1 059 |

Le nombre d'exploitations agricoles est de 30 en 2020. La diminution du nombre d'exploitations sur la commune suit la tendance observée à l'échelle du département qui a perdu pendant cette période 51 % de ses exploitations. La surface agricole utilisée sur la commune a également diminué pour atteindre 2 475 ha en 2020. Parallèlement la surface agricole utilisée moyenne par exploitation a augmenté puisqu'elle est de 82,5 ha en 2020.

## Culture locale et patrimoine

### Lieux et monuments
- Notre-Dame-de-Pitié, LaissacLa tour Rességuier (XVIe siècle)

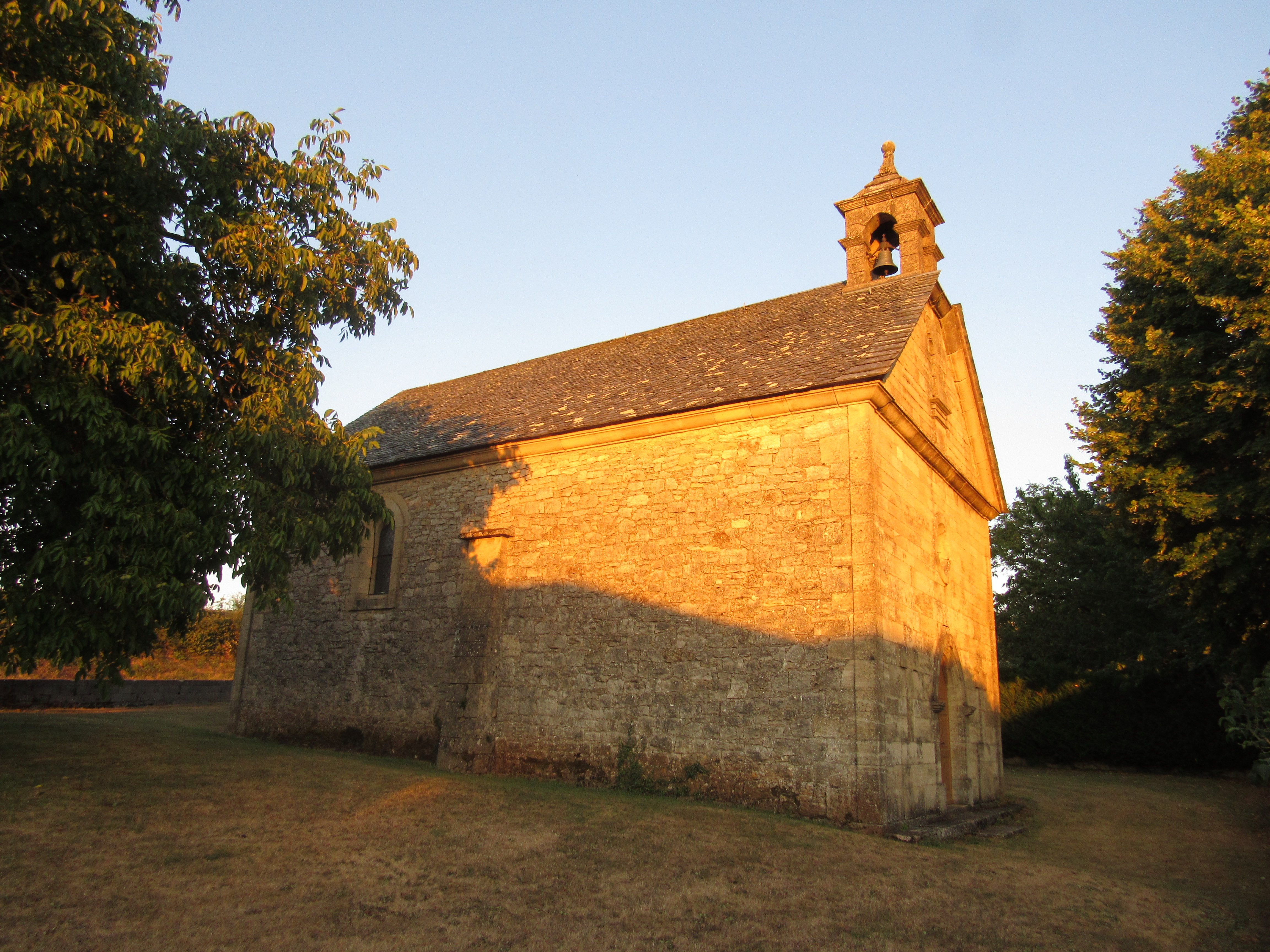
Notre-Dame-de-Pitié, Laissac

- L'église Saint-Félix de Laissac, (XIXe siècle), avec des vitraux, une peinture murale de Paul Baillaud daté de 1990, et un chemin de croix en métal.
- La Capelette ou chapelle Notre-Dame-de-Pitié de Laissac, érigée en 1860 lors de la rénovation de l'église du village. Elle servit d’église paroissiale vers 1878-1880[62].
- Chapelle de l'orphelinat de Grèzes.
- Église de l'Assomption de Sévérac-l'Église.
- La Gaillolière, vieille ferme du XVIe siècle avec tourelle en poivrière[62].
- Maquefabes, un ancien moulin datant de 1305 transformé en château en 1656

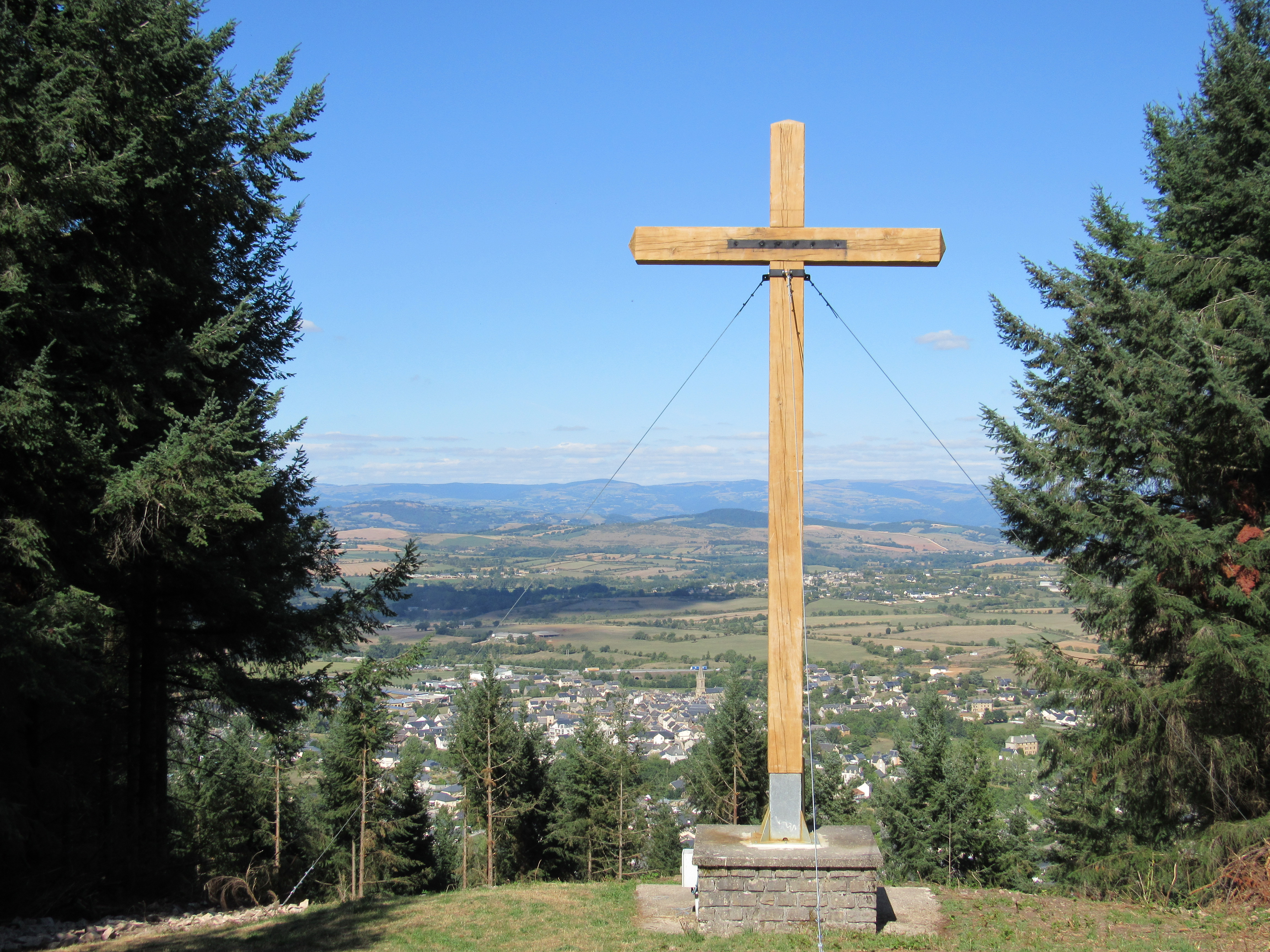
La croix de Boucays, Laissac

- La croix de Boucays, LaissacLa croix de Boucays. La première croix (haute de 9 mètres) a été érigée et bénie en 1921 à la suite d'une mission prêchée par les Franciscains mais elle s’est brisée en janvier 1959. La deuxième croix (10,30m de haut et 3,20m d’envergure) a été érigée et bénie le 20 septembre 1959. Elle tomba début 1984 et en juillet, une nouvelle croix, haute de 8,20 m fut érigée. À la suite de sa chute en décembre 2018, elle fut remplacée par une nouvelle croix (taillée dans un grand chêne de 14 mètres de haut et d’environ huit tonnes) inaugurée le 18 août 2019[63].
- L'oppidum de Montmerlhe, camp retranché de 150 hectares, occcupé par les Rutènes entre le milieu du IIe siècle av. J.-C. et le milieu du Ier siècle av. J.-C. Il a été abandonné lors de l'invasion de la Gaule par Jules César entre 58 et 50 av. J.-C.[62].
- La grotte du Clos-del-Pous, découverte le 3 septembre 1981. Elle s'étend sur 3 156 m.
- Site archéologique du dolmen des Cayroules Inscrit MH (1995).
- Le Lavoir
- Le Griffoul

### Personnalités liées à la commune
- Benjamin Baillaud, astronome specialiste de mécanique céleste, fondateur de l'union astronomique internationale, en épousant Hélène Pons de Laissac, il adopte le pays, y passe une grande partie de sa vie et y est enterré. La commue de Laissac nomme une place en son nom, ou la famille s'était établie.
- Camille Douls (né le 18 octobre 1864 à Sévérac-l'Église, mort le 6 février 1889 à Akabli) est un explorateur français du Sahara et de l'Afrique du Nord. Il a pu pénétrer dans le Sahara occidental à une époque où la région était fermée aux étrangers, vivre parmi les populations Maures (nomades Ouled Delim) et rapporter de précieuses informations sur leur mode de vie et leur environnement
- Sabrina Viguier, footballeuse internationale française. Elle a effectué son parcours junior au sein de l'US Laissac-Bertholène.

### Héraldique
| Blason | Blasonnement : Parti : au 1er de gueules au léopard lionné d'or, au 2e aussi de gueules à la croix cléchée, vidée et pommetée de douze pièces d'or, le tout sommé d'un chef d'argent chargé de quatre pals de gueules. |